# 織田菜月
織田 菜月（おだ なつき、1988年3月10日 - ）は、日本のアイドル。かつてボックスコーポレーションに所属していた。

## 人物
- 福岡県出身。
- 趣味は、音楽鑑賞、読書、英語（英検2級）、書道（3段）。
- 特技は、ジャズダンス、ピアノ。

## 出演

### ドラマ
- 月曜ゴールデン 弁護士高見沢響子(8)（2006年） - 澤村左知子 役
- 仮面ライダーキバ（2008年） - 幸江 役

### 舞台
- 劇団たいしゅう小説家第12回公演（2007年4月）